# Pradas (Ardecha)
Pradàs (en francès Prades) és un municipi francès situat al departament de l'Ardecha i a la regió d'Alvèrnia-Roine-Alps. L'any 2007 tenia 1.101 habitants.

## Demografia

### Població
El 2007 la població de fet de Prades era de 1.101 persones. Hi havia 434 famílies de les quals 102 eren unipersonals (59 homes vivint sols i 43 dones vivint soles), 148 parelles sense fills, 164 parelles amb fills i 20 famílies monoparentals amb fills.
La població ha evolucionat segons el següent gràfic:
Habitants censats

### Habitatges
El 2007 hi havia 588 habitatges, 451 eren l'habitatge principal de la família, 110 eren segones residències i 27 estaven desocupats. 549 eren cases i 34 eren apartaments. Dels 451 habitatges principals, 370 estaven ocupats pels seus propietaris, 71 estaven llogats i ocupats pels llogaters i 10 estaven cedits a títol gratuït; 2 tenien una cambra, 20 en tenien dues, 74 en tenien tres, 144 en tenien quatre i 211 en tenien cinc o més. 377 habitatges disposaven pel capbaix d'una plaça de pàrquing. A 184 habitatges hi havia un automòbil i a 243 n'hi havia dos o més.

### Piràmide de població
La piràmide de població per edats i sexe el 2009 era:
| Homes | Edats   | Dones |
| ----- | ------- | ----- |
| 0     | 95 o +  | 0     |
| 0     | 90 a 94 | 4     |
| 4     | 85 a 89 | 8     |
| 4     | 80 a 84 | 8     |
| 4     | 75 a 79 | 16    |
| 28    | 70 a 74 | 36    |
| 28    | 65 a 69 | 24    |
| 28    | 60 a 64 | 20    |
| 28    | 55 a 59 | 24    |
| 36    | 50 a 54 | 40    |
| 32    | 45 a 49 | 20    |
| 40    | 40 a 44 | 36    |
| 32    | 35 a 39 | 32    |
| 44    | 30 a 34 | 28    |
| 28    | 25 a 29 | 32    |
| 12    | 20 a 24 | 12    |
| 25    | 15 a 19 | 24    |
| 16    | 10 a 14 | 24    |
| 32    | 5 a 9   | 48    |
| 16    | 0 a 4   | 12    |

## Economia
El 2007 la població en edat de treballar era de 688 persones, 465 eren actives i 223 eren inactives. De les 465 persones actives 420 estaven ocupades (231 homes i 189 dones) i 43 estaven aturades (23 homes i 20 dones). De les 223 persones inactives 101 estaven jubilades, 50 estaven estudiant i 72 estaven classificades com a «altres inactius».

### Ingressos
El 2009 a Prades hi havia 464 unitats fiscals que integraven 1.163,5 persones, la mediana anual d'ingressos fiscals per persona era de 16.087 €.

### Activitats econòmiques
Dels 41 establiments que hi havia el 2007, 2 eren d'empreses alimentàries, 3 d'empreses de fabricació d'altres productes industrials, 17 d'empreses de construcció, 10 d'empreses de comerç i reparació d'automòbils, 1 d'una empresa de transport, 2 d'empreses d'hostatgeria i restauració, 2 d'empreses d'informació i comunicació, 1 d'una empresa de serveis i 3 d'entitats de l'administració pública.
Dels 14 establiments de servei als particulars que hi havia el 2009, 4 eren paletes, 4 guixaires pintors, 2 lampisteries, 2 electricistes, 1 empresa de construcció i 1 restaurant.
L'únic establiment comercial que hi havia el 2009 era una floristeria.
L'any 2000 a Prades hi havia 9 explotacions agrícoles.

## Equipaments sanitaris i escolars
El 2009 hi havia una escola elemental.

## Poblacions més properes
El següent diagrama mostra les poblacions més properes.